# Dalano Banton
Dalano Banton (Toronto, 7 de novembro de 1999) é um jogador canadense de basquete profissional que atualmente joga no Portland Trail Blazers da National Basketball Association (NBA).
Ele jogou basquete universitário na Western Kentucky University e na Universidade de Nebraska e foi selecionado pelo Toronto Raptors como a 46ª escolha geral no draft da NBA de 2021. A seleção de Banton fez dele o primeiro jogador canadense a ser draftado pela franquia canadense.

## Início da vida e carreira no ensino médio
Banton cresceu em Toronto. Ele começou a jogar basquete quando criança no Kipling Community Center, no Rexdale Community Hub e em um estacionamento local. Ele também participou de acampamentos organizados por DeMar DeRozan no bairro.
Banton, originalmente membro da turma de 2019, foi reclassificado em 2018. Ele jogou na Redemption Christian Academy em Northfield, Massachusetts e na MacDuffie School em Granby, Massachusetts.

### Recrutamento
No final de sua carreira no ensino médio, Banton era um recruta de quatro estrelas e foi classificado entre os 100 melhores recrutas em 2018 pela Rivals (nº 80) e pela 247Sports (nº 92). Em 14 de novembro de 2017, Banton escolheu Western Kentucky e rejeitou as ofertas de Kansas State, UMass e Minnesota.
| Nome | Cidade Natal                            | Escola                            | Altura             | Peso           | Data                   |
| --- | --------------------------------------- | --------------------------------- | ------------------ | -------------- | ---------------------- |
| Dalano Banton G | Toronto, ON                             | Redemption Christian Academy (MA) | 6 ft 7 in (2.01 m) | 204 lb (93 kg) | 14 de Novembro de 2017 |
| Dalano Banton G | Recrutamento: Scout: Rivals: 247Sports: |                                   |                    |                |                        |
| Rankings: Rivals: 80º \| 247Sports: 92º |                                         |                                   |                    |                |                        |
| - Nota: Em muitos casos, Scout, Rivals, 247Sports e ESPN podem entrar em conflito em suas listas de altura e peso, nestes casos, a média foi obtida. - Fonte: |                                         |                                   |                    |                |                        |

## Carreira universitária
Como calouro, Banton jogou 31 jogos em Western Kentucky e teve médias de 3,4 pontos, 3,0 rebotes e 2,1 assistências. Banton quase teve um triplo-duplo com 13 rebotes, 10 assistências e oito pontos em 38 minutos em uma vitória sobre Wisconsin. Banton foi um dos seis jogadores da Divisão I da NCAA a ter um jogo com pelo menos oito pontos, 13 rebotes e 10 assistências em 2018-19.
Em 10 de abril de 2019, Banton anunciou sua intenção de se transferir de Western Kentucky. Em 1º de maio de 2019, ele anunciou, via Twitter, seu compromisso com Nebraska. Banton ficou de fora da temporada de 2019-20 depois da transferência e aprimorou suas habilidades. Ele jogou durante a viagem da equipe à Itália em agosto de 2019 e teve médias de 5,8 pontos, 3,5 rebotes, 2,5 assistências e 1,3 roubos de bola em 4 jogos.
Em 17 de dezembro de 2020, Banton registrou apenas o segundo triplo-duplo na história do basquete masculino de Nebraska com 13 pontos, 11 rebotes e 10 assistências na vitória por 110-64 sobre a Doane University. Nessa temporada, ele teve médias de 9,6 pontos, 5,9 rebotes e 3,9 assistências. Após a temporada, ele se declarou para o draft da NBA de 2021, mantendo sua elegibilidade universitária. No entanto, em 2 de julho, ele anunciou que permaneceria no draft.

## Carreira profissional

### Toronto Raptors (2021–2023)
Banton foi selecionado pelo Toronto Raptors como a 46ª escolha geral no draft da NBA de 2021, tornando-o o primeiro canadense a ser selecionado pela franquia. Em 14 de agosto, ele assinou um contrato de 2 anos e US$ 2.4 milhões com os Raptors. Banton escolheu usar o número 45 para homenagear o ônibus TTC 45 Kipling que atendia regularmente o bairro em que ele cresceu.
Em 13 de novembro de 2021, Banton registrou 12 pontos, três rebotes, duas assistências e um roubo de bola na derrota por 127-121 para o Detroit Pistons. Em 14 de novembro de 2022, ele marcou 27 pontos na vitória por 115-111 contra os Pistons.

### Boston Celtics (2023–2024)
Em 3 de julho de 2023, Banton assinou um contrato de 2 anos e US$ 4,2 milhões com o Boston Celtics.

### Portland Trail Blazers (2024–Presente)
Em 8 de fevereiro de 2024, Banton foi negociado para o Portland Trail Blazers em troca de uma escolha de segunda rodada.
Em 27 de março, Banton marcou 31 pontos, recorde da sua carreira, juntamente com 5 rebotes e 9 assistências em uma derrota de 120-106 para o Atlanta Hawks. No último jogo da temporada de Portland contra o Sacramento Kings em 14 de abril, Banton teve um jogo de 0/15 em arremessos de 3 pontos. Ao fazer isso, ele se tornou o primeiro jogador na história da NBA a tentar tantos arremessos de três pontos sem converter.
Em 4 de novembro de 2024, Banton marcou 20 pontos em menos de 12 minutos em uma vitória de 118-100 sobre o New Orleans Pelicans - a primeira vez que esse feito foi realizado na história da franquia, além de marcar apenas a 7ª vez de um jogador fazendo isso na NBA.

## Estatísticas da carreira

### NBA

#### Temporada regular
| Ano      | Equipe   | PJ  | PT | MPJ  | AP   | 3P   | LL   | RT  | AS  | BR | TO | PPJ  |
| -------- | -------- | --- | -- | ---- | ---- | ---- | ---- | --- | --- | -- | -- | ---- |
| 2021–22  | Toronto  | 64  | 1  | 10.9 | .411 | .255 | .591 | 1.9 | 1.5 | .4 | .2 | 3.2  |
| 2022–23  | Toronto  | 31  | 2  | 9.0  | .423 | .294 | .708 | 1.5 | 1.2 | .4 | .4 | 4.6  |
| 2023–24  | Boston   | 24  | 1  | 7.1  | .373 | .125 | .800 | 1.5 | .8  | .2 | .1 | 2.3  |
| 2023–24  | Portland | 30  | 8  | 29.2 | .408 | .311 | .780 | 4.8 | 3.6 | .9 | .6 | 16.7 |
| Carreira | Carreira | 149 | 12 | 14.0 | .403 | .246 | .719 | 2.4 | 1.7 | .4 | .3 | 6.6  |

#### Playoffs
| Ano  | Equipe  | PJ | PT | MPJ | AP    | 3P | LL   | RT | AS | BR | TO | PPJ |
| ---- | ------- | -- | -- | --- | ----- | -- | ---- | -- | -- | -- | -- | --- |
| 2022 | Toronto | 4  | 0  | 2.0 | 1.000 | —  | .500 | .5 | .3 | .3 | .0 | 1.8 |

### Universitário
| Ano      | Equipe           | PJ        | PT        | MPJ       | AP        | 3P        | LL        | RT        | AS        | BR        | TO        | PPJ       |
| -------- | ---------------- | --------- | --------- | --------- | --------- | --------- | --------- | --------- | --------- | --------- | --------- | --------- |
| 2018–19  | Western Kentucky | 31        | 12        | 15.1      | .402      | .216      | .559      | 3.0       | 2.1       | .5        | .5        | 3.4       |
| 2019–20  | Nebraska         | Não jogou | Não jogou | Não jogou | Não jogou | Não jogou | Não jogou | Não jogou | Não jogou | Não jogou | Não jogou | Não jogou |
| 2020–21  | Nebraska         | 27        | 22        | 27.3      | .411      | .247      | .659      | 5.9       | 3.9       | 1.0       | .9        | 9.6       |
| Carreira | Carreira         | 58        | 34        | 21.2      | .406      | .231      | .609      | 4.4       | 3.0       | .7        | .7        | 6.5       |

Fonte: